# Krzysztof Warzycha
Krzysztof Ireneusz Warzycha (født 17. november 1964 i Katowice, Polen) er en tidligere polsk fodboldspiller, der spillede som angriber. Han var på klubplan tilknyttet Ruch Chorzow i hjemlandet samt græske Panathinaikos FC. For sidstnævnte er han med intet mindre end 273 mål i 390 kampe den mest scorende spiller i klubbens historie.
Med Panathinaikos var Warzycha med til at vinde fem græske mesterskaber og fem græske pokalturneringer. Tre gange blev han græsk ligatopscorer.

## Landshold
Warzycha nåede at spille 50 kampe og score ni mål for Polens landshold, som han debuterede for i 1988. Hans sidste kamp faldt i april 1997.

## Titler
Græske mesterskab
- 1990, 1991, 1995, 1996 og 2004 med Panathinaikos FC

Græske pokalturnering
- 1991, 1993, 1994, 1995 og 2004 med Panathinaikos FC